# SEAT Cordoba
Seat Cordoba je malý automobil, který vyráběla v letech 1993–2009 španělská automobilka Seat. První generace byla vyráběna ve variantách sedan, kombi a kupé, a to do roku 2002. Vozidlo bylo odvozeno od modelu Ibiza druhé generace. Od roku 2002 se vyráběla Cordoba druhé generace již pouze jako sedan odvozený od modelu Ibiza třetí generace.

## První generace
Sedan první generace byl představen v létě 1993. Design navrhl Giorgetto Giugiaro. V roce 1996 prošly modely Ibiza/Cordoba menší modernizací. Hlavní změnou byly celoplastové nárazníky, které se nyní dodávaly vždy v barvě karoserie. Od roku 1996 se prodávaly taktéž verze kombi a kupé. Kupé se prodávalo pod názvem Cordoba SX. Automobilka Seat homologovala tento typ pro závody v kategorii WRC. Na Cordobě byl také založen sedan a kombi třetí generace Volkswagenu Polo. V roce 1996 se Cordoba prodávala i v Číně pod názvem Volkswagen City Golf a v Mexiku pod názvem Volkswagen Derby. V roce 2000 prošel model faceliftem a přestalo se vyrábět kupé.

### Motory
- 1,4 l
- 1,4 l 16V
- 1,6 l
- 1,8 l
- 1,8 l 16V
- 2,0 l
- 2,0 l 16V
- 1,9 l D
- 1,9 l TD
- 1,9 l SDI
- 1,9 l TDI

### Rozměry
- Rozvor – 2440 mm
- Délka – 4109 mm
- Šířka – 1640 mm
- Výška – 1408 mm
- Váha – 990 kg

## Druhá generace

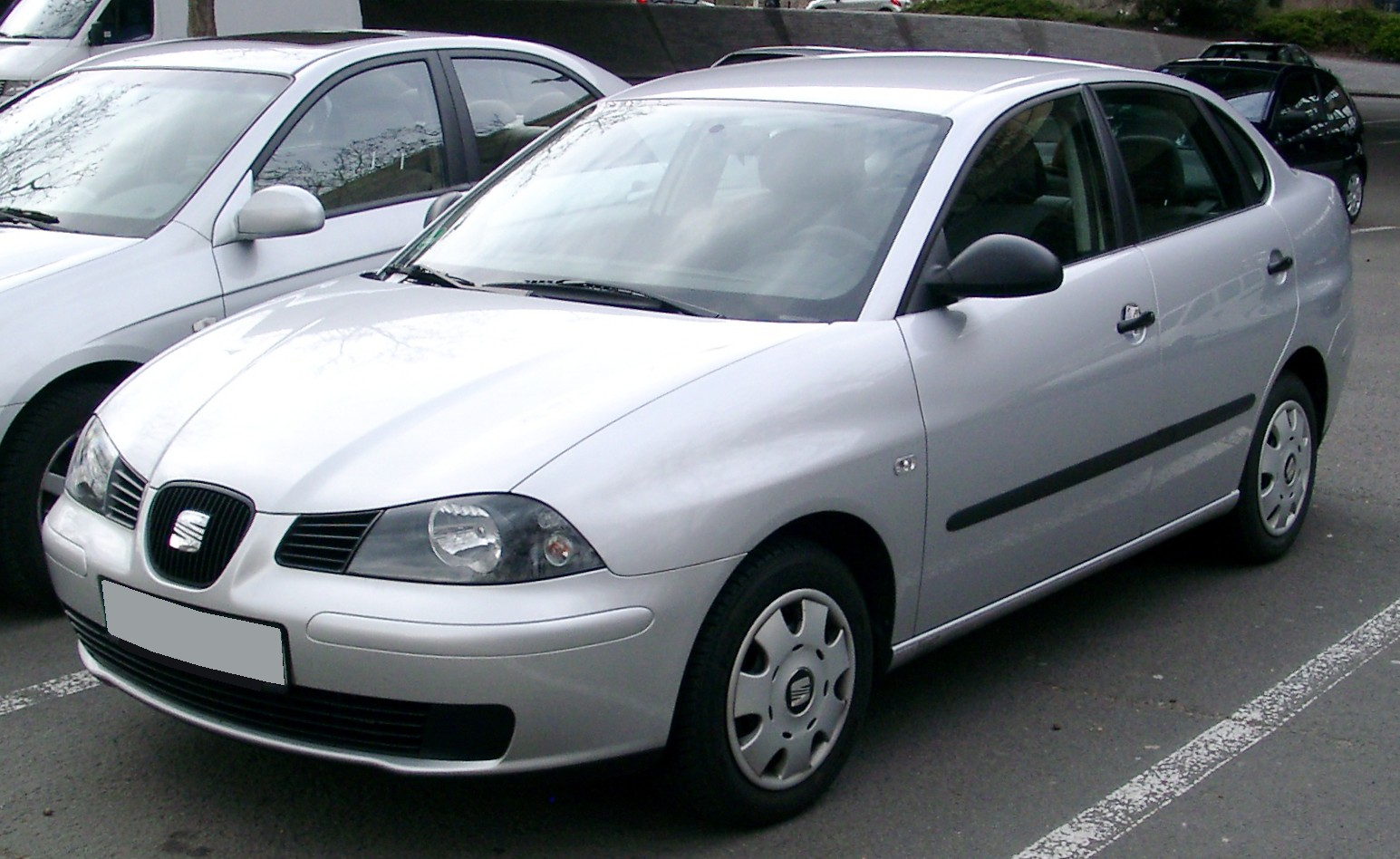
Druhá generace

V Evropě se vyráběla od roku 2002 do roku 2009 již pouze v provedení sedan. Design byl sjednocen s třetí generací Ibizy. Podvozková platforma je společná s VW Polo IV a Škodou Fabia I. Po ukončení výroby v Evropě se druhá generace vyrábí stále v Mexiku.

### Motory
- 1,2 l 12V 47 a 51 kW
- 1,4 l 16V 55, 63 a 74 kW
- 1,6 l 16V 77 kW
- 2,0 l 16V 110 kW
- 1,4 l TDI 51, 55 a 59 kW
- 1,9 l TDI 74 a 96 kW

### Rozměry
- Rozvor: 2460 mm
- Délka: 4280 mm
- Šířka: 1698 mm
- Výška: 1441 mm
- Pohotovostní hmotnost: 1141–1313 kg

## Závodní verze

### Cordoba WRC

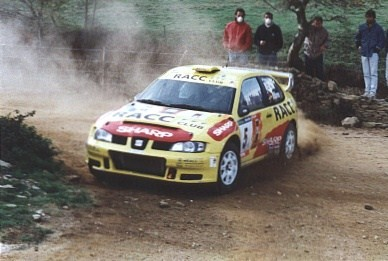
Cordoba WRC

Cordoba WRC byla poprvé do závodů nasazena na Finské rallye 98. Továrními jezdci byli francouz Didier Auriol a finové Toni Gardermeister a Harri Rovanpera. Při testování byly komponenty umístěny do stávajícího vozu Ibiza Kit Car. Vůz nevyhrál ani jeden podnik ale třikrát se umístil na stupních vítězů. V roce 1999 Gardermeister na Rallye Nový Zéland a Rovanpera na britské rallye a o rok později Auriol na Safari rallye. Projekt Cordoba WRC byl ukončen po sezoně 2000.
Vůz poháněl motor o objemu 1995 cm³, který dosahoval výkonu 221 kW a točivého momentu 470 Nm. Agregát měl rozvod DOHC a byl přeplňovaný turbodmychadlem Garett. Převodovka byla šestistupňová sekvenční. Automobilka používala pneumatiky Pirelli

#### Rozměry
- Délka: 4150 mm
- Šířka: 1770 mm
- Rozvor: 2443 mm
- Hmotnost: 1230 kg

### Cordoba WRC E2
Modernizovaná Cordoba poprvé startovala na Finské rallye 99. Upraven byl vzhled podle faceliftovaného modelu. Upravený motor nyní dosahoval točivého momentu 500 Nm. Délka byla zvětšena na 4172 mm.

### Cordoba WRC E3
Finská rallye 2000 byla první soutěží pro třetí evoluci vozu Cordoba WRC. Vůz měl nový systém chlazení a elektroniku převodového ústrojí. Točivý moment vzrostl na 510 Nm. Po rozhodnutí koncernu Volkswagen byla účast továrního týmu Seat Sport zrušena a v Mistrovství světa měl koncern zastupovat nadále jen tým Škoda Motorsport.